# Michał Butkiewicz
Michał Butkiewicz (Varsó, 1942. augusztus 18. –) világbajnoki ezüstérmes, olimpiai bronzérmes lengyel párbajtőrvívó, Dominika Butkiewicz világbajnoki bronzérmes párbajtőrvívónő apja.